# Ites plagiatus
Ites plagiatus là một loài bọ cánh cứng trong họ Cerambycidae.